# Кубок мира по горному бегу 2002
18-й Кубок мира по горному бегу прошёл 14 и 15 сентября 2002 года в Инсбруке, столице Тироля (Австрия). Участники соревновались в дисциплине горного бега «вверх». Разыгрывались 8 комплектов наград: по четыре в индивидуальном и командном первенствах (мужчины, женщины, юниоры и юниорки до 20 лет). Среди юниоров могли выступать спортсмены 1983 года рождения и моложе.
Тироль в третий раз принял Кубок мира по горному бегу: до этого турнир дважды проходил в деревне Тельфес-им-Штубай в 1990 и 1996 годах. Для соревнований были подготовлены две трассы. В первый день юниоры и женщины взбирались на гору Пачеркофель, во второй день мужчины и участники массового забега покоряли склоны Зеегрубе (высота 1905 метров над уровнем моря). Старт находился в центре Инсбрука около Дома с золотой крышей, одной из главных достопримечательностей города.
Женщинам и юниорам, выступавшим в субботу, повезло с погодными условиями — их забеги прошли в ясную и солнечную погоду. Мужчинам, выступавшим в воскресенье, пришлось соревноваться уже в дождь и густой туман, окутавший горные вершины. На старт вышли 347 бегунов (149 мужчин, 88 женщин, 64 юниора и 46 юниорок) из 35 стран мира. Каждая страна могла выставить до 6 человек в мужской забег, до 4 человек — в женский и юниорский и до 3 человек — среди юниорок. Сильнейшие в командном первенстве определялись по сумме мест четырёх лучших участников у мужчин, трёх лучших — у женщин и юниоров, двух лучших — у юниорок.
Впервые призёрами Кубка мира по горному бегу стали легкоатлеты из России. Историческое золото завоевала Виктория Иванова в забеге юниорок, а следом за ней аналогичного успеха среди женщин добилась Светлана Демиденко. Триумф Ивановой оказался большим сюрпризом, поскольку она обогнала действующую чемпионку Лею Феч из Швейцарии, а также из-за того, что в 2002 году ей исполнилось только 14 лет — на трассе ей противостояли соперницы, которые в основном были старше на 4-5 лет.
Светлана Демиденко стала первым бегуном в истории, кто смог в один год выиграть чемпионат Европы и Кубок мира: за два месяца до старта в Инсбруке она защитила титул чемпионки континента. Чемпионаты (Кубки) Европы по горному бегу стали проводиться ежегодно с 1995 года; до Демиденко ни одному мужчине и ни одной женщине не удавалось в один год выиграть два главных старта сезона.
Итальянец Стефано Скаини стал первым спортсменом, сумевшим защитить титул чемпиона мира среди юниоров. В промежутке между этими двумя победами он также успел показать свой талант на более гладкой трассе чемпионата Европы по кроссу, где завоевал бронзу в юниорском забеге.
Среди мужчин шестой год подряд продолжилось чередование побед Джонатана Уайатта и Марко Де Гаспери. В 2002 году Уайатт в третий раз выиграл Кубок мира и сравнялся по числу золотых медалей с итальянским атлетом. Его преимущество над серебряным призёром Раймоном Фонтеном составило более трёх с половиной минут. Де Гаспери вновь был далёк от подиума на трассе «вверх», финишировав на 9-м месте.

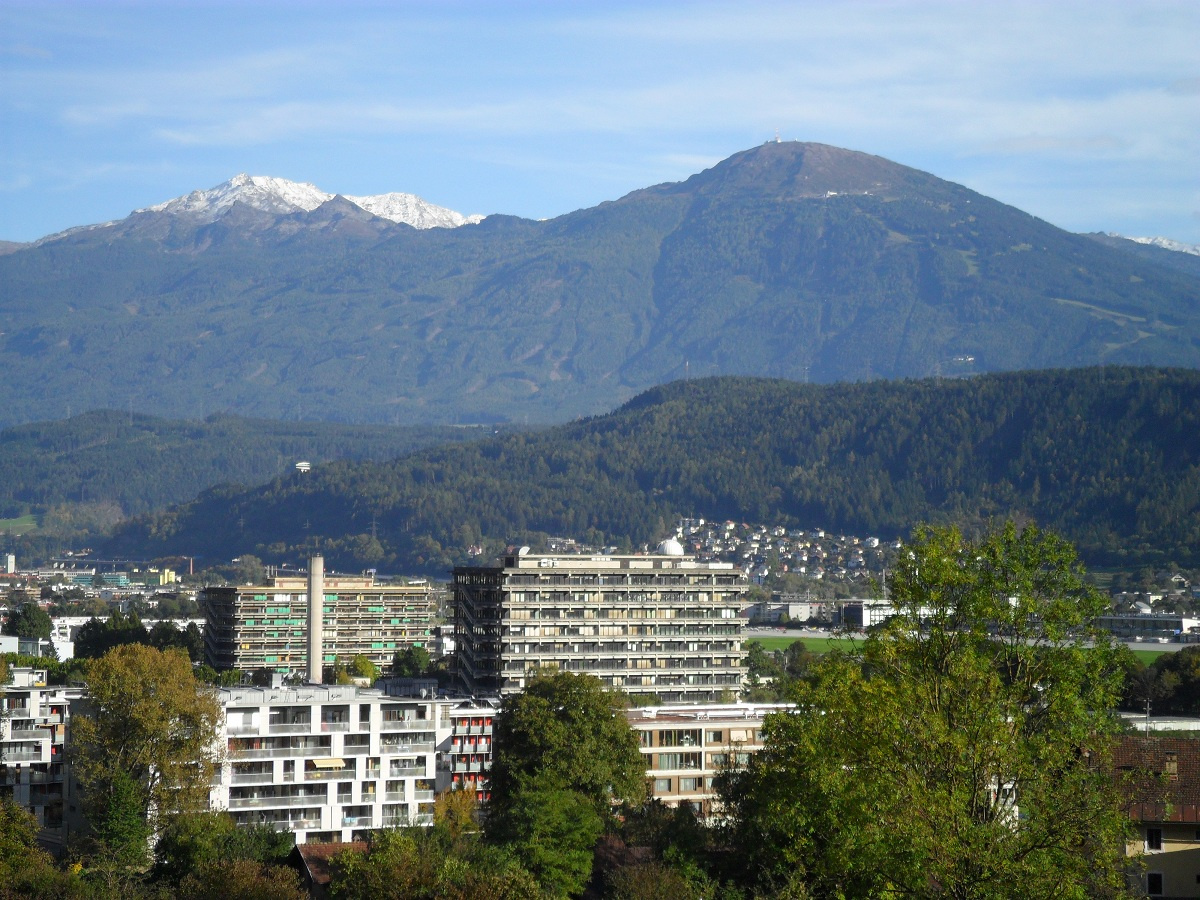
Инсбрук и гора Пачеркофель
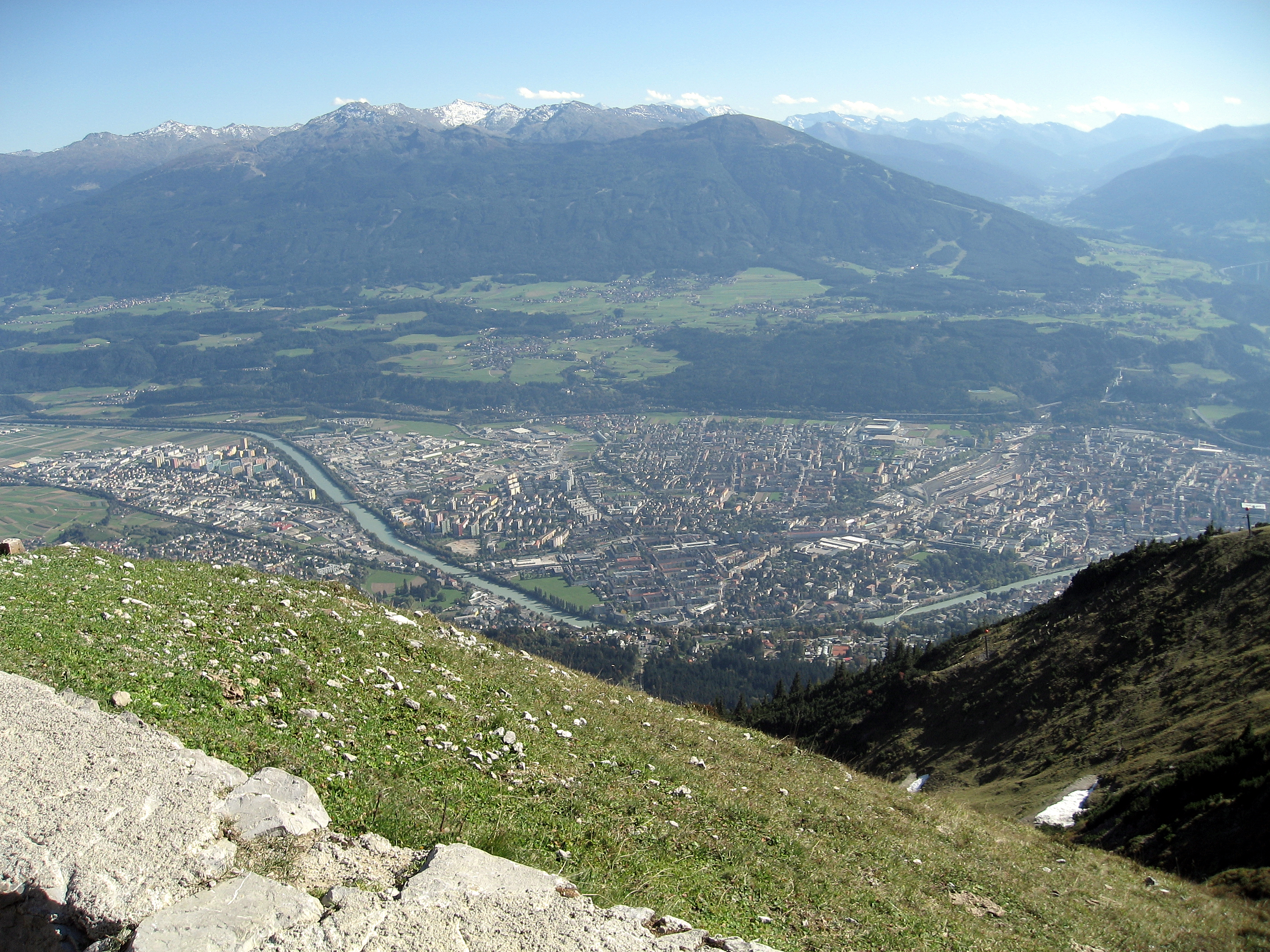
Вид на Инсбрук со станции Зеегрубе, финиша мужского забега

## Призёры
Курсивом выделены участники, чей результат не пошёл в зачёт команды.

### Мужчины
| Дисциплина                           | Золото | Золото   | Серебро                                                                                    | Серебро  | Бронза                                                                                                  | Бронза   |
| ------------------------------------ | --- | -------- | ------------------------------------------------------------------------------------------ | -------- | --- | -------- |
| 11,7 км перепад высот: +1331 м       | Джонатан Уайатт Новая Зеландия                                                                                   | 56.32    | Раймон Фонтен Франция                                                                      | 1:00.06  | Ранульфо Санчес Мексика                                                                                 | 1:00.13  |
| 11,7 км (команды)                    | Италия · Марко Гайярдо · Антонио Молинари · Марко Де Гаспери · Эмануэле Манци · Давиде Милези · Алессио Ринальди | 37 очков | Словакия · Мирослав Ванко · Марцел Матанин · Роберт Штефко · Иван Баторы · Мартин Байчичак | 55 очков | Франция · Раймон Фонтен · Сильвен Ришар · Жан-Кристоф Дюпон · Эдуар Бюррье · Гийом Фонтен · Жиль Сегрис | 61 очко  |
| Юниоры 9,2 км перепад высот: +1000 м | Стефано Скаини Италия                                                                                            | 50.46    | Ян Крейсингер Чехия                                                                        | 51.19    | Гжегож Доршиньский Польша                                                                               | 51.33    |
| Юниоры 9,2 км (команды)              | Италия · Стефано Скаини · Антонио Тонинелли · Лука Орланди · Марко Ринальди                                      | 13 очков | Словения · Митя Косовель · Петер Кастелиц · Петер Ламовец · Марко Тратник                  | 28 очков | Германия · Михаэль Галлер · Маттиас Ян · Хайко Байер · Томас Дольд                                      | 36 очков |

### Женщины
| Дисциплина                         | Золото                                                                                          | Золото   | Серебро                                                                       | Серебро  | Бронза                                                            | Бронза   |
| ---------------------------------- | ----------------------------------------------------------------------------------------------- | -------- | ----------------------------------------------------------------------------- | -------- | ----------------------------------------------------------------- | -------- |
| 9,2 км перепад высот: +1000 м      | Светлана Демиденко Россия                                                                       | 52.17    | Антонелла Конфортола Италия                                                   | 54.16    | Изабела Заторская Польша                                          | 54.45    |
| 9,2 км (команды)                   | Италия · Антонелла Конфортола · Пьеранджела Баронкелли · Розита Рота-Гельпи · Виттория Сальвини | 22 очка  | Новая Зеландия · Мона Бёрт · Ширин Крамптон · Мелисса Мун · Карлин Макдональд | 32 очка  | Франция · Изабель Гийо · Коринн Ро · Натали Шабран · Анн Ду Коуту | 37 очков |
| Юниорки 4 км перепад высот: +334 м | Виктория Иванова Россия                                                                         | 21.00    | Леа Феч Швейцария                                                             | 21.11    | Лиза Райзингер Германия                                           | 21.19    |
| Юниорки 4 км (команды)             | Турция · Тюркан Эришмиш · Етер Каракоч · Сайре Догру                                            | 11 очков | Германия · Лиза Райзингер · Юлиана Дёлль · Кристин Шпиндлер                   | 12 очков | Австрия · Мария Зандбихлер · Фредерике Хайнцле · Карина Вазле     | 17 очков |

## Медальный зачёт
Медали завоевали представители 13 стран-участниц.
 Принимающая страна
| Место | Страна         | Золото | Серебро | Бронза | Всего |
| ----- | -------------- | ------ | ------- | ------ | ----- |
| 1     | Италия         | 4      | 1       | 0      | 5     |
| 2     | Россия         | 2      | 0       | 0      | 2     |
| 3     | Новая Зеландия | 1      | 1       | 0      | 2     |
| 4     | Турция         | 1      | 0       | 0      | 1     |
| 5     | Германия       | 0      | 1       | 2      | 3     |
| 5     | Франция        | 0      | 1       | 2      | 3     |
| 7     | Словакия       | 0      | 1       | 0      | 1     |
| 7     | Словения       | 0      | 1       | 0      | 1     |
| 7     | Чехия          | 0      | 1       | 0      | 1     |
| 7     | Швейцария      | 0      | 1       | 0      | 1     |
| 11    | Польша         | 0      | 0       | 2      | 2     |
| 12    | Австрия        | 0      | 0       | 1      | 1     |
| 12    | Мексика        | 0      | 0       | 1      | 1     |
| Всего | Всего          | 8      | 8       | 8      | 24    |